# Himilcón II de Cartago
Himilcón II fue un miembro de la dinastía Magónida, una familia de reyes de Cártago, y tuvo el mando de las fuerzas cartaginesas entre 406 y 396 a. C. Se le conoce principalmente por su guerra en Sicilia contra Dionisio el Viejo, tirano de Siracusa. Sucedió a Aníbal Magón, que había muerto de peste durante el sitio de Acragante en el 406 a. C. Himilcón terminó conquistando la ciudad, capturando también Gela y Camarina, y aunque derrotó en repetidas ocasiones al ejército de Dionisio, fue debilitado por la peste y pactó una paz beneficiosa para los cartagineses. 
Dionisio había vuelto a abrir las hostilidades en el 398 a. C. tomando las ciudades de Erice y Motia. Himilcón condujo una nueva expedición que no solo recuperaría ambas ciudades, sino que también capturaría Mesina. A continuación se dirigió hacia Siracusa y la asedió en el 397 a. C. Una vez más, la peste asoló las fuerzas cartaginesas y un contragolpe de Dionisio le obligó a abandonar el sitio. Himilcón pactó con Dionisio y aseguró el regreso de todos los ciudadanos cartagineses a Cartago. Abandonó a sus mercenarios y aliados a su suerte.
Aceptó toda la responsabilidad por el desastre y se dejó morir de hambre. Fue sucedido por Magón II.